# Kościół św. Marcina w Strzeleczkach
Kościół świętego Marcina – rzymskokatolicki kościół parafialny należący do dekanatu Krapkowice diecezji opolskiej.

## Historia
Obecna świątynia, murowana, została wzniesiona w stylu późnobarokowym, w 2 połowie XVIII wieku, zapewne z zachowaniem dolnej kondygnacji poprzedniej budowli, w stylu późnogotyckim.

## Architektura
Kościół posiada jednolite wyposażenie, powstałe głównie pod koniec XVIII wieku, do którego należą: ołtarz główny w stylu późnobarokowym ze umieszczonym w centralnej części obrazem i posągami ojców kościoła oraz grupą Trójcy Świętej w zwieńczeniu, ołtarze boczne, ambona umieszczona przy ścianie i położona naprzeciwko niej chrzcielnica posiadająca nadbudowę z przedstawieniem figuralnym sceny Grzechu Pierworodnego. Wieża kościoła posiada elementy charakterystyczne dla barokowych świątyń na Śląsku.